# 圖像學
圖像學，也可稱作圖像解釋學、批判性圖像學，是圖像研究的一門方法與科學，也是二十世紀上半促使藝術史研究成為獨立學科的重要開創性理論基礎。  图像学的英文名为 Iconology，或者 Iconography，二词共有希腊文词根 icone(希腊语eikṓn) ，具有「圖像」、「影像」、「肖像」等意義，另一字根 lógos 則指各種論述、學說、學科。  傳統圖像學原來是藝術家將具有象徵性或寓意的圖像範例，整理收藏，供創作時使用，包含象形、徽幟、銘圖、百科全書式的圖譜等等，對符誌(icons)和特定題材的探究。到了二十世紀現代圖像學有了全新意義，強調對藝術作品作描寫和分類，結合圖像誌(Ikonographie)研究，考察圖式(motifs)及其歷史的、文化上或社會的意涵，並詮釋藝術作品的世界觀及時代意義，是一套完整的方法理論。
在实际应用中，Iconology（图像、圣像）与Iconography（图像学）是通用的，我们可以在潘诺夫斯基学者对于“图像学”的一系列阐述运用中发现这一道理。但“Iconology”和“Iconography”同样也因为常常混用名称被当作同义词使用，所以造成了在实际应用中容易引起混淆——因为当它们在使用中同时出现时其含义又有区别。

## 二十世紀圖像學的開展
現代圖像學的建立，最早由德國學者阿比·瓦尔堡倡導。1912年他在羅馬的演講首次提到「批判性圖像學」，嘗試在圖像誌的基礎上，詮釋藝術作品蘊含的世界觀與人文內涵。瓦堡視藝術史為文化思想史中最重要的領域，他將藝術研究脫離美感鑑賞的侷限，進而強調社會功能與時代意義，開創了現代圖像學派的發展。不久之後，維也納風格學派學者沃夫林(Heinrich Wölfflin, 1864-1945)發表《藝術史的原則》(Kunstgeschichtliche Grundbegriffe, 1915)，對藝術作品外觀造型進行系統分析，並且視藝術作品為藝術史研究的第一手史料。自此，圖像學派與風格學派成為二十世紀藝術史學科建立的重要基礎。
瓦堡的圖像學理念，也反映在1902年成立的「瓦堡文化研究圖書館(Kulturwissenschaftliche Bibliothek Warburg)」。他以藝術的表達形式、理論、歷史演變為依據，建立包含各種議題及層次的特殊分類系統，資料類型涵蓋人類學、神祕學、契約檔案、民俗律法，甚至包括一個航空部門，如此新穎的收藏與歸類方式，表現他獨特的藝術哲學思維，也體現瓦堡晚年提出的「記憶地圖(Atlas Mnemosyne)」觀念。瓦堡將藝術作品視為人類共同記憶、將文化視為社會成員情感的結合，他利用各種圖像素材，從宏觀的角度、多元的知識背景解釋藝術作品的時代意義，與當時代流行的實證主義、傳記研究和風格史研究方法大相逕庭。 其門人撒克爾(Fritz Saxl)進一步將瓦堡圖書館發展為瓦堡研究所(Warburg Institute)，延攬各類專業人才，以多元靈活的方式進行圖像研究，瓦堡研究所遂成為當時代人文學科的研究重鎮。
瓦堡研究所孕育多位極具影響力的圖像學派學者，持續探索圖像學的應用與理論，包括撒克爾、潘诺夫斯基(Erwin Panofsky, 1892-1968)、維寇爾(Rudolf Wittkower, 1901-1971) 、葉茨(Frances Yates,1899-1981)、貢布里希(Ernst Gombrich, 1909-2001)等等。其中，今日圖像學理論模型的架構者潘諾夫斯基，不僅繼承瓦堡的思想精神，更對沃夫林的外型分析理論加以應用，他也吸收其他人文學者的理論，包括卡西勒(Ernst Cassirer)《象徵造型之哲學》(Philosophie der symbolischen Formen, 1923)等當代研究成果，綜合而成，在1932年發表《對繪畫藝術作品的描寫和內容解釋所產生的問題》(Zum Problem der Beschreibung und Inhaltsdeutung von Werken der bildenden Kunst)，提出著名的三階段圖像分析法，流亡美國後，又以英文發表《圖像學研究》(Studies in Iconology, 1939)、《視覺藝術的意義》(Meaning in the Visial Arts, 1955)等著作，成為今日圖像學方法論的指標。
納粹時期，瓦堡研究所從漢堡遷移到倫敦，此外，多位德國圖像學學者離開德國，潘諾夫斯基也流亡到美國，把普林斯頓大學打造為藝術史研究重鎮，自此為圖像學的發展開枝散葉，奠立新的里程碑。

## 現代圖像學的研究方法與原則
依據潘諾夫斯基理論，圖像學方法有三個步驟：描述、分析與解釋。主要概念是對同一主題的相關作品、圖像、圖式的歷史演變、風格特色或社會習俗、文化，加以排比分析、考證描述、歸納詮釋。
一、前圖像描述 (Pre-iconographical description)
此階段是針對藝術作品「最初的或自然的主題」進行初步描述，包含兩部份：首先是觀察藝術作品的外觀的形式結構、外在事實意義（factual meaning），進行客觀中立、不加以評價的表象特質描述，其中包括色彩、光線、線條、結構、構圖、佈局、符號、徽誌等；第二部份則是描寫藝術作品所表達的各種情緒、情感，嘗試對作品所表達的意義（expressional meaning），歷史的、社會習俗的表達方式與形式演變風格，作觀察描述。
二、圖像研究 (Iconography)
此階段是尋找藝術作品「第二的或傳統主題」，可能是聖經、神話或某種議題，對同一主題的作品、圖像、圖式，延接與其相關故事、寓言等的文學知識、特殊主題和理念，收集整理，描述其性質，分析歸納其類型的歷史。分析這個主題需具備豐富知識，並掌握文獻資料，了解此主題的圖像在不同歷史情境下的演變脈絡。
三、圖像綜合 (Iconology)
在此階段是要尋找藝術作品與時代潮流之關聯。透過第一階段的圖像前描述和第二階段的圖像分析，進一步對藝術作品的內在意義與內容（intrinsic meaning or content）作深意綜合詮釋，需要與該作品相關的國家、地區、時代背景、文化特性以及藝術家作品的風格等等，作綜合的、直觀的觀察與詮釋，對該作品的文化表徵或象徵的歷史，作出系統的解釋，總結出藝術作品所表達出的世界觀與人文思想、時代意義。
值得注意的是，為避免研究者個人主觀心理和世界觀的過度影響，潘諾夫斯基在三個階段都分別加入修正和適度克制的措施。 這些原則皆是要求藝術史家具備足夠人文學科涵養，才能以宏觀的視野、跨學科的知識進行研究，發掘藝術作品所表達出世界觀的多樣性。
圖像學發展到今日，早已超越文藝復興與巴洛克時代的研究範疇，運用的圖像素材也更為豐富多元，海報、建築、設計圖、工藝品等都是重要資料，這些研究經驗，都將藝術史構築成極具影響力的學科。必須注意的是，瓦堡最原始的主張，是將藝術作品視為人類共同記憶，研究藝術作品便能看到時代的種種議題，因此圖像學的運用不能過分拘泥於學科間的界線，應尋求其他輔助學科的理論及方法，包括自然科學、心理學、社會學、哲學等等，學科間應建立密切關連，方能對人文科學作完整的研究。當今德國藝術史家柏磊德也曾說道：「批判性圖像學所追求的是批駁先入為主的期待，對抗固定思考模式及哲學上不變定律，它不只探求全面完整的意義，更具備敏銳觀察及對形狀徹底分析之特點。」  在這樣的原則下，藝術史研究除了能表達歷史真相，也更可能發掘出一般歷史研究裡難以呈現的各種非經驗世界、理想世界的表達。